# Călărași (Dolj)
Călăraşi è un comune della Romania di 6 396 abitanti, ubicato nel distretto di Dolj, nella regione storica dell'Oltenia.
Il comune è formato dall'unione di 2 villaggi: Călărași e Sărata.